# Ascorhynchus ios
Ascorhynchus ios is een zeespin uit de familie Ascorhynchidae. De soort behoort tot het geslacht Ascorhynchus. Ascorhynchus ios werd in 1993 voor het eerst wetenschappelijk beschreven door Bamber & Thurston. 